# Janusz Strobel
Janusz Stanisław Strobel (ur. 13 listopada 1947 w Gdańsku) – polski gitarzysta i kompozytor. 

## Życiorys
Ojciec był chórmistrzem, matka pianistką. Edukację muzyczną rozpoczął od gry na skrzypcach i fortepianie, jednakże fascynacja gitarą, ukończenie Liceum Plastycznego w Gdyni-Orłowie i decyzja pozostania rzeźbiarzem (pod okiem gdańskiej rzeźbiarki Elżbiety Szczodrowskiej) dzieliła zainteresowania między sztuką plastyczną a muzyką. Karierę muzyczną rozpoczął w gdańskich klubach jazzowych. W 1969 Janusz Strobel przeniósł się do Warszawy i za namową Henryka Albera stworzyli wspólnie Duet Gitar Klasycznych Alber-Strobel (w 2006 roku wznowiono ich płytę na CD). W pierwszym roku pracy Duet został laureatem prestiżowego festiwalu Jazz nad Odrą we Wrocławiu. W latach 80. przez kilka lat Janusz Strobel koncertował solo poza granicami kraju. Po powrocie założył zespół Just Quartet. Dwuletnią działalność grupy uwieńczyła płyta nagrana dla Polish Jazz. Wkrótce stworzył z muzykami jazzowymi, kontrabasistą Mariuszem Bogdanowiczem i perkusistą Piotrem Biskupskim, nowy zespół – Janusz Strobel Trio. 
Na scenie często, w recitalu „Trzeba marzyć” towarzyszy mu wokalistka młodego pokolenia – Anna Stankiewicz.
Działalność kompozytorska Janusza Strobla poza muzyką dla potrzeb filmu, teatru czy piosenkami do tekstów Magdy Czapińskiej, Jonasza Kofty, Jana Wołka, Wojciecha Młynarskiego, obejmuje głównie tworzenie muzyki na gitarę klasyczną solo i z towarzyszeniem orkiestry symfonicznej. 
Janusz Strobel gra na gitarze, zbudowanej specjalnie dla niego przez znakomitego polskiego lutnika – Bogusława Teryksa.
Jest członkiem stowarzyszenia działającego przy klubie Muzyczna Owczarnia w Jaworkach oraz częstym gościem klubu.
W Polskim Radiu RDC prowadzi audycję „Trzeba marzyć”, mającą na celu promocję polskiej kultury.

## Dyskografia
- Henryk Alber & Janusz Strobel (1972, Polskie Nagrania „Muza”)
- Just Quartet (1987, PolJazz)
- Janusz Strobel (1993, Miraphon Records)
- Wielka pani. Karol Wojtyła. Poezje (1999, Atina Studio)
- Strofy dla ciebie (1999, Atina Studio)
- Jacek Kaczmarski. Między nami (2002, Pomaton EMI)
- Janusz Strobel Trio (2005, Plantpress)
- Wierny sobie (2005, Polskie Radio)
- Henryk Alber & Janusz Strobel (2006, Polskie Nagrania Muza) – wznowienie
- Duet Gitar Klasycznych (2008, Polskie Nagrania Muza)

## Odznaczenia i nagrody
- Krzyż Kawalerski Orderu Odrodzenia Polski (2019)[3][4]
- Złoty Medal „Zasłużony Kulturze Gloria Artis” (2025)[5][6]
- Brązowy Medal „Zasłużony Kulturze Gloria Artis” (2005)[5]
- Nagroda Miasta Stołecznego Warszawy (2010)[2]
- Nagroda Specjalna ZAiKS-u (2013)[7]
- Nagroda Ministra Kultury i Dziedzictwa Narodowego za całokształt twórczości artystycznej (2016)[2]
- Honorowa Perła w kategorii Kultura Polish Market (2019)[2]
- Komeder – nagroda dla wybitnych postaci polskiego jazzu (2020)[2]